# Кудинов, Дмитрий Васильевич
Дмитрий Васильевич Кудинов (груз. დიმიტრი ვასილის ძე კუდინოვი; 8 февраля 1963, Тбилиси, Грузинская ССР, СССР) — советский, грузинский и российский футболист.

## Карьера

### Клубная
Карьеру начинал в 1981 году в тбилисском «Динамо». В 1985 году перешёл в «Торпедо» Кутаиси, за который провёл 28 матчей. В 1989 году играл за «Шевардени-1906». В 1990 году после того, как грузинские команды отказались от участия в чемпионате СССР перешёл в «Горду», однако через год вернулся в «Динамо». С 1993 по 1996 годы играл за различные кипрские клубы, среди которых: АПОЭЛ, лимасолский «Арис» и «Олимпиакос» Никосия. После чего год отыграл в тбилисском «Динамо». Летом 1997 года перебрался в российский клуб «Жемчужина», за который дебютировал в чемпионате России 9 июля того года в выездном матче 17-го тура против «Торпедо». Проведя 7 матчей за Жемчужину, вернулся в Грузию, где завершил профессиональную карьеру в «Горде» в 1998 году.

### В сборной
В период с 1990 по 1991 год провёл два неофициальных матчей за сборную Грузии. После признания сборной страны ФИФА в период с 1992 по 1996 годы сыграл за Грузию 18 матчей и забил 1 гол.